# سلاحف النينجا (جيم بوي أدفانس)
سلاحف النينجا (بالإنجليزية: Teenage Mutant Ninja Turtles)‏ ، هي لعبة فيديو إلكترونية من نوع أكشن وبيتم أب، أنتجت شركة كونامي اليابانية سنة 2003م، وصدرت في الأسواق الأمريكية والأوروبية فقط، وتعمل حصراً لنظام تشغيل جيم بوي أدفانس.